# Królewskie Towarzystwo Ochrony Ptaków
Królewskie Towarzystwo Ochrony Ptaków (ang. Royal Society for the Protection of Birds, RSPB) – brytyjska organizacja pozarządowa zajmująca się ochroną ptaków i ich siedlisk, zwłaszcza gatunków zagrożonych. Do RSPB należy ponad 1 mln członków, na jego rzecz pracuje ok. 1300 zatrudnionych i 13000 wolontariuszy, co czyni je największą organizacją tego typu w Europie i jedną z największych na świecie.
RSPB zostało założone w 1889 r. jako stowarzyszenie protestujące przeciw wykorzystywaniu piór i skóry czapli nadobnych oraz ptaków rajskich w przemyśle odzieżowym (pióra były cenionym dodatkiem w modzie epoki wiktoriańskiej). Przyczyniło się m.in. do uchwalenia aktów prawnych zakazujących używania piór w przemyśle odzieżowym. Obecnie również współpracuje z administracją publiczną i rządową, uczestnicząc w opracowywaniu polityki ochrony przyrody. Ponadto prowadzi różnorodne projekty, służące zachowaniu siedlisk ptaków i ich ochronie. Do Towarzystwa należy ponad 200 rezerwatów przyrody w Wielkiej Brytanii.
RSPB jest jedną z organizacji ustalających status ochrony poszczególnych gatunków ptaków występujących na terenie Wielkiej Brytanii, ogłaszając m.in. czerwoną listę – gatunków najbardziej zagrożonych.
Siedzibą organizacji jest miasto Sandy w hrabstwie Bedfordshire we wschodniej Anglii. RSPB od ponad stulecia wydaje czasopismo przeznaczone dla swoich członków, pierwotnie pod tytułem Bird Notes and News (od 1903 do 1965), następnie Birds (od 1966 do chwili obecnej). Dewizą organizacji jest for birds, for people, for ever (dla ptaków, dla ludzi, na zawsze), choć obecnie używana jest giving nature a home (dajemy dom przyrodzie).